# Atletika na Letních olympijských hrách 2012 – 100 metrů ženy
 Běh na 100 metrů žen na Letních olympijských hrách 2012 se uskutečnil 3.a 4. srpna na Olympijském stadionu v Londýně.

## Výsledky finálového běhu
| *                | jméno                         | země                   | čas   |
| ---------------- | ----------------------------- | ---------------------- | ----- |
| Zlatá medaile    | Shelly-Ann Fraserová          | Jamajka                | 10,75 |
| Stříbrná medaile | Carmelita Jeterová            | Spojené státy americké | 10,78 |
| Bronzová medaile | Veronica Campbellová-Brownová | Jamajka                | 10,81 |
| 4                | Tianna Madisonová             | Spojené státy americké | 10,85 |
| 5                | Allyson Felixová              | Spojené státy americké | 10,89 |
| 6                | Kelly-Ann Baptiste            | Trinidad a Tobago      | 10,94 |
| 7                | Murielle Ahouréová            | Pobřeží slonoviny      | 11,00 |
| 8                | Blessing Okagbareová          | Niger                  | 11,01 |